# Sherman Monument
Het Sherman Monument is een verguld beeld van generaal William Tecumseh Sherman op het noordelijke deel van het Grand Army Plaza in New York. Het beeld is gemaakt door Augustus Saint-Gaudens.

## Geschiedenis
Nadat generaal William Tecumseh Sherman in 1891 was overleden, werd door de Chamber of Commerce een comité samengesteld. Dat comité had als doel geld in te zamelen voor de bouw van een beeld van Sherman. Het comité besloot dat Augustus Saint-Gaudens het beeld zou ontwerpen. Het beeld van Sherman is gebaseerd op een portret van hem en Saint-Gauden verguld het beeld met twee lagen bladgoud. Hij had eerder een buste van Sherman gemaakt. Het beeldhouwen werd vertraagd door een ernstige ziekte van de Saint-Gaudens. Het voetstuk werd ontwerpen door architect Charles McKim. Uiteindelijk was het Sherman Monument in 1902, elf jaar na de plannen, klaar om op zijn plaats gezet te worden. Aanvankelijk zou het Sherman Monument bij de Grant's Tomb in het Riverside Park komen te staan, maar door bezwaar van Shermans nabestaanden werd besloten het beeld op het Grand Army Plaza te plaatsen. Het Sherman Monument werd ingewijd op 30 mei 1903, Memorial Day. Het beeld was het laatste belangrijke werk van beeldhouwer Saint-Gaudens.
In 1913 werd het Sherman Monument vijf meter naar het westen verplaatst vanwege de herinrichting van het Grand Army Plaza. In 1989 werd de goudlaag van het beeld vernieuwd. Daarnaast werden tijdens die restauratie de palmtak en het zwaard vervangen. Ook in de zomer van 2013 werd het Sherman Monument gerestaureerd, waarbij de goudlaag nogmaals werd vernieuwd.

## Beeld
Het vergulde beeld staat op een granieten voetstuk. Het beeld omvat Sherman, die op zijn paard zit, en een vrouw, die de vrede symboliseert. Harriette Eugenia Anderson stond model voor die vrouw. De vrouw is daarnaast mogelijk op Davida Johnson gebaseerd. Bij de hoeven van het paard bevindt zich een dennentak, die de mars van Sherman door Georgia symboliseert. Op het voetstuk staat het volgende:

TO GENERAL 
 WILLIAM TECUMSEH SHERMAN 
 BORN FEB. 8, 1820 
 DIED FEB. 14, 1891 
 ERECTED BY CITIZENS OF NEW YORK 
 UNDER THE AUSPICES OF THE 
 CHAMBER OF COMMERCE 
 OF THE STATE OF NEW YORK